# Geelkeelorganist
De geelkeelorganist (Euphonia hirundinacea) is een zangvogel uit de familie Fringillidae (vinkachtigen).

## Verspreiding en leefgebied
Deze soort telt vier ondersoorten:
- E. h. suttoni: oostelijk Mexico.
- E. h. caribbaea: het zuidelijke deel van Centraal-Mexico.
- E. h. hirundinacea: van zuidoostelijk Mexico tot oostelijk Nicaragua.
- E. h. gnatho: van noordwestelijk Nicaragua tot westelijk Panama.